# Matheus Mancini
Matheus Mancini (Ribeirão Preto, 14 settembre 1994) è un calciatore brasiliano, difensore dell'Ituano.

## Caratteristiche tecniche
È un difensore centrale.

## Carriera
Cresciuto nelle giovanili del Botafogo-SP, ha esordito il 9 aprile 2015 in occasione del match del Campionato Paulista vinto 3-1 contro il Mogi Mirim.

## Statistiche

### Presenze e reti nei club
Statistiche aggiornate al 23 marzo 2018.
| Stagione           | Squadra            | Campionato         | Campionato | Campionato | Coppe nazionali | Coppe nazionali | Coppe nazionali | Coppe continentali | Coppe continentali | Coppe continentali | Altre coppe | Altre coppe | Altre coppe | Totale | Totale | Totale |
| Stagione           | Squadra            | Comp               | Pres       | Reti       | Comp            | Pres            | Reti            | Comp               | Pres               | Reti               | Comp        | Pres        | Reti        | Pres   | Reti   |        |
| ------------------ | ------------------ | ------------------ | ---------- | ---------- | --------------- | --------------- | --------------- | ------------------ | ------------------ | ------------------ | ----------- | ----------- | ----------- | ------ | ------ | ------ |
| 2015               | Botafogo-SP        | A1/SP+D            | 1+5        | 0          | CB              | 0               | 0               |                    | -                  | -                  |             | -           | -           | 6      | 0      |        |
| 2016               | Botafogo-SP        | A1/SP+C            | 1+11       | 0          | CB              | 0               | 0               |                    | -                  | -                  |             | -           | -           | 12     | 0      |        |
| 2017               | Botafogo-SP        | A1/SP+C            | 6+0        | 0          | CB              | 0               | 0               |                    | -                  | -                  |             | -           | -           | 6      | 0      |        |
| Totale Botafogo-SP | Totale Botafogo-SP | Totale Botafogo-SP | 18         | 0          |                 | 0               | 0               |                    | -                  | -                  |             | -           | -           | 18     | 0      |        |
| 2017               | Atlético Mineiro   | M1/MG+A            | 6+6        | 0          | CB              | 0               | 0               |                    | -                  | -                  | PL          | 0           | 0           | 12     | 0      |        |
| 2018               | Atlético Mineiro   | M1/MG+A            | 3+0        | 0          | CB              | 0               | 0               |                    | -                  | -                  |             | -           | -           | 3      | 0      |        |
| Totale carriera    | Totale carriera    | Totale carriera    | 33         | 0          |                 | 0               | 0               |                    | -                  | -                  |             | -           | -           | 33     | 0      |        |